# Declino (Breaking Bad)
Declino (Ozymandias) è il quattordicesimo episodio della quinta stagione della serie televisiva Breaking Bad. In totale è il sessantesimo episodio della serie. Scritto da Moira Walley-Beckett e diretto da Rian Johnson; è stato trasmesso per la prima volta il 15 settembre 2013 su AMC negli Stati Uniti d'America e in Canada, mentre la prima visione in lingua italiana è stata il 26 ottobre 2013 sul canale televisivo AXN.
Il titolo originale dell'episodio è un riferimento alla poesia Ozymandias di Percy Bysshe Shelley, attingendo al tema del poema inerente alla caduta che segue la grandezza; in un teaser trailer per gli ultimi otto episodi di Breaking Bad, l'intero poema di Shelley venne recitato da Bryan Cranston, l'attore interprete di Walter White, il protagonista della serie.
Fin dalla sua prima messa in onda, Declino è stato ritenuto uno dei migliori episodi di Breaking Bad, e molti critici lo hanno definito uno dei migliori episodi in assoluto di una serie televisiva. Alla 66ª cerimonia dei Primetime Emmy Awards svoltasi nell'agosto 2014, Walley-Beckett si aggiudicò il premio Emmy nella categoria "Miglior sceneggiatura per una serie drammatica", mentre Bryan Cranston e Anna Gunn vinsero rispettivamente i premi Emmy come "Miglior attore protagonista in una serie drammatica" e "Miglior attrice non protagonista in una serie drammatica", grazie alle loro interpretazioni nell'episodio.

## Trama
La puntata si apre con un flashback dei primi tempi, in cui Walt e Jesse erano nel deserto col camper; Walt telefona a Skyler e in quel momento decidono il nome della loro futura figlia (Holly). Nel luogo esatto in cui si svolse questa scena, un anno e mezzo dopo si svolge anche quella presente: la sparatoria si è conclusa, Gomez è morto, Jesse è sparito e Hank è rimasto ferito a una gamba. Walt prega Jack di non uccidere il cognato, offrendo gli 80 milioni di dollari sepolti, e tenta di convincere Hank a promettere di dimenticare tutto. Conscio che non ne uscirà vivo, Hank rifiuta e Jack lo uccide. I criminali s'impadroniscono dei soldi sepolti, lasciando uno dei sette barili a Walter. Quest'ultimo, ripresosi dallo shock, si accorge che Jesse si era nascosto sotto la sua automobile, e dice a Jack di ucciderlo. Todd, però, sospettando che Jesse abbia riferito importanti informazioni alla DEA, consiglia allo zio di portarlo nel loro covo per farsi dire tutto; dopo, potranno ucciderlo. Walter, prima di andare, rivela a Jesse che vide morire Jane, la sua ex-ragazza, e che, nonostante avesse potuto salvarla, non fece nulla. Jesse verrà costretto da Todd ad aiutarlo a cucinare, sotto la minaccia di fare del male ad Andrea e Brock.
Nel frattempo, Marie va da Skyler dicendole che Walter è stato arrestato, ma che è disposta ad aiutarla se accetta le sue condizioni sui figli. Skyler confessa al figlio tutta la verità su suo padre, lasciandolo scioccato. Tornati a casa, i due trovano Walter che ordina loro di fare i bagagli, senza fare domande. Skyler, dopo aver intuito che Hank è morto, aggredisce Walter con un coltello. I due lottano selvaggiamente, venendo interrotti dal figlio che chiama la polizia. Walter fugge, prendendo con sé Holly. La sera i poliziotti arrivano in casa White e, proprio mentre ascoltano la denuncia di Skyler, Walter chiama la moglie al telefono, vantandosi delle sue malefatte e scagionandola volontariamente dalle accuse. Dopo avere lasciato Holly alla stazione dei pompieri di Albuquerque, Walt contatta l'uomo di Saul per cambiare identità.

## Produzione

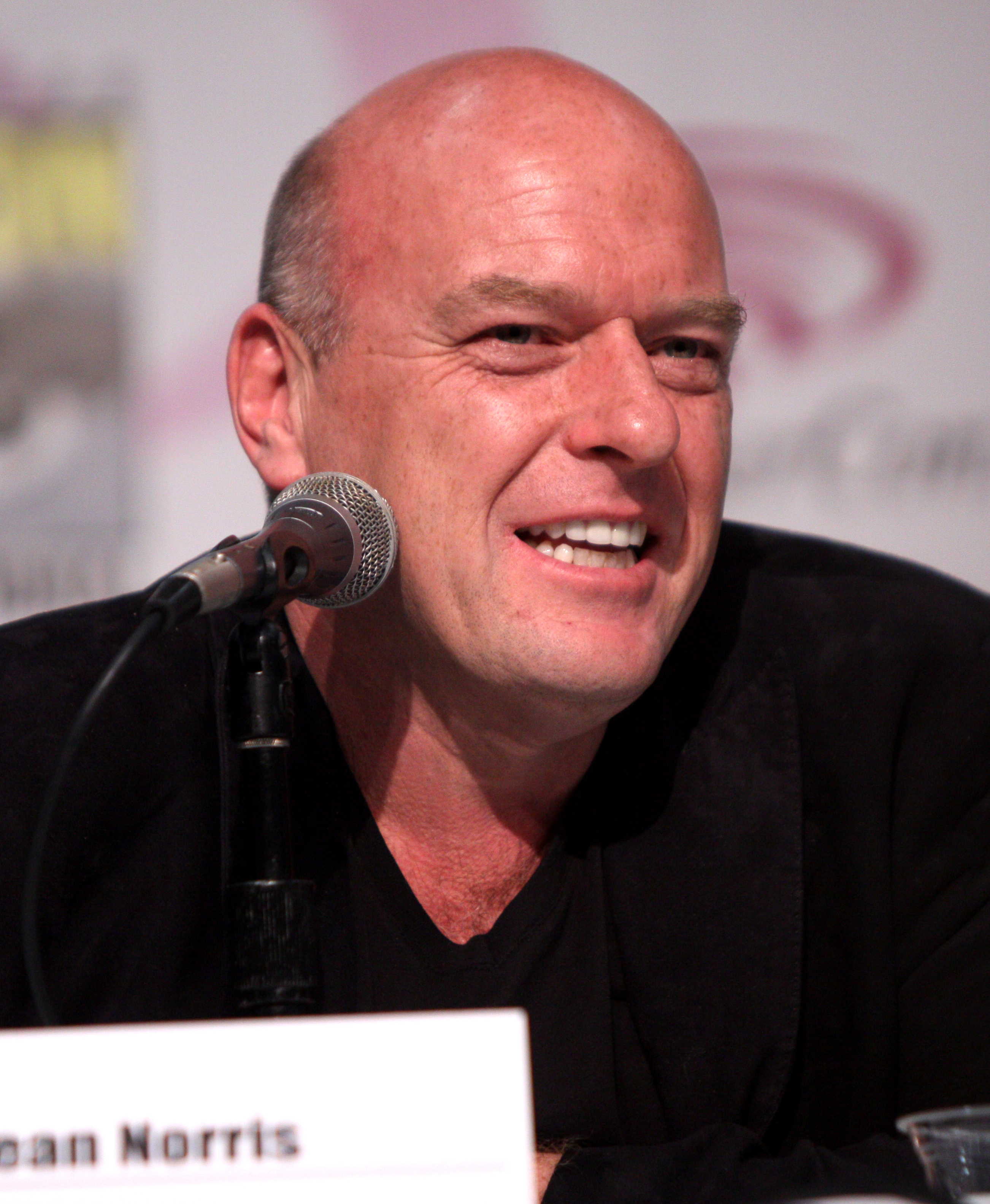
Il personaggio di Hank Schrader, interpretato da Dean Norris, fece la sua ultima apparizione nella serie in questo episodio

L'episodio fu scritto da Moira Walley-Beckett e diretto da Rian Johnson. Walley-Beckett chiese di lavorare con Johnson a seguito della loro esperienza positiva in occasione dell'episodio Caccia grossa (Fly) della terza stagione.
La canzone utilizzata nell'episodio è Take My True Love by the Hand dei The Limeliters, reinterpretazione della canzone folk intitolata Times Are Gettin' Hard, Boys.
Il titolo originale dell'episodio è una citazione del poema Ozymandias di Percy Bysshe Shelley, che narra l'eredità fatiscente di un re un tempo orgoglioso. Nel corso della puntata, la maggior parte dei personaggi principali crolla in ginocchio per il dolore, in linea con la poesia. Alla fine del quinto episodio di Talking Bad, Vince Gilligan enfatizzò la strofa del poema: «Look on my works, ye Mighty, and despair!» in riferimento all'ascesa e caduta dell'impero criminale di Walt. Il gesto involontario dell'inginocchiarsi rappresenta la disperazione alla quale in molti si abbandonano. Infatti Walter è il primo a cedere, crolla per la frustrazione e la disperazione dovute alla morte del cognato. Egli comprende che nulla riporterà in vita Hank, nessuno gli restituirà il suo denaro, rendendo ogni minuto del suo lavoro vano. Lo segue Jesse, senza speranza, senza alcuna illusione. Trascinato via, verso una crudele prigionia, Pinkman realizza di essere sempre stato condannato dal signor White, da quella figura paterna che raggirandolo e manipolandolo lo ha distrutto dall'interno. Poi Marie, distrutta per la perdita del marito Hank, seguita dalla sorella Skyler che in strada si inginocchia perché non riesce a rassegnarsi all'idea che le stiano portando via anche la piccola figlia. Nell'episodio ognuno dei personaggi perde qualcosa o qualcuno.
In Declino muore uno dei personaggi centrali della serie, l'agente della DEA e cognato di Walt Hank Schrader (Dean Norris). Nel corso di un'intervista a Talking Bad, Norris disse che la scena della morte di Hank fu girata alla prima ripresa. Hank sarebbe dovuto morire alla fine dell'episodio precedente, ma la sua morte fu spostata in Declino per ragioni di sceneggiatura. La morte dell'agente Schrader segna il punto di non ritorno definitivo nella vita di Walter e conseguentemente a questo, la sua caduta fisica.
Per preservare l'effetto drammatico della scena dove Hank viene ucciso, la produzione dello show ottenne il permesso speciale dai sindacati di mostrare i crediti nei titoli di testa 19 minuti dopo l'inizio della puntata (abitualmente i crediti vengono mostrati subito dopo i titoli di testa).
Il flashback nella sequenza iniziale fu l'ultima scena ad essere girata dell'intera serie. La troupe attese il tempo che crescessero i capelli a Cranston e Paul per ragioni di continuità temporale. Anche se venne filmata mesi dopo il resto dell'episodio, Johnson fu in grado di tornare sul set per completare le scena.
Quando Walt tiene in braccio Holly nella scena dove le cambia il pannolino, dopo averla portata via da casa, la bambina lo guarda e ripete la parola "mama" alcune volte. La sceneggiatrice Moira Walley-Beckett, autrice del copione, raccontò nel corso di un'intervista concessa a NBC News che la scena fu del tutto improvvisata, compresa la reazione emozionata di Cranston. La produzione decise di tenere la scena così com'era, definendola un momento di "pura magia cinematografica".

## Accoglienza

### Critica
Declino fu accolto da consensi unanimi e fu indicato da varie pubblicazioni di settore come il miglior episodio di Breaking Bad, oltre che come il miglior episodio di una serie televisiva in assoluto. La critica lodò ogni aspetto incluse la recitazione del cast (in particolare Bryan Cranston e Anna Gunn), la regia di Rian Johnson, e la sceneggiatura di Moira Walley-Beckett. A fine 2013, TIME posizionò l'episodio al primo posto nella classifica "Top 10 TV Episodes of 2013".
Tom Mendelsohn del The Independent ipotizzò che l'episodio potesse essere il migliore mai scritto per una serie televisiva, dichiarando "gli autori dello show sono positivamente shakespeariani nel modo completo in cui si prefiggono di abbattere calamità sui loro personaggi [...] Dopo un lento avvio nella seconda parte di questa quinta ed ultima stagione, nella quale gli ingranaggi di questa macchina delle catastrofi sono stati messi a punto con cura, il piano generale è stato finalmente reso spaventosamente chiaro". Seth Amitin di IGN assegnò all'episodio un punteggio di 10 su 10 definendolo "l'episodio della serie più sconvolgente, contorto, orribile e ben pianificato finora". Amitin lodò anche regia e recitazione. James Poniewozik di Time notò il significato di entrambe le conversazioni telefoniche tra Walt e Skyler, 
segnando l'inizio e la fine del loro viaggio, rispettivamente. Kevin Yeoman di Screenrant vide la telefonata finale tra i due come il modo di Walt di "scagionare" la moglie agli occhi della polizia, addossandosi ogni colpa di quanto successo, e la definì un momento veramente emozionante. Maureen Ryan del The Huffington Post scrisse che l'episodio era "indescrivibile, sconvolgente, devastante per l'anima e nauseante per la mente". Tim Surette del sito internet TV.com definì Declino "eccezionale e terribile da guardare; un potente pezzo di televisione che trascende la fiction". Nick Harley di Den of Geek dichiarò che l'episodio era la "miglior singola ora televisiva" alla quale aveva mai assistito.
Durante il podcast Breaking Bad Insider, Vince Gilligan, il creatore della serie, rivelò di considerare Declino il miglior episodio della serie. Tim Goodman di The Hollywood Reporter concorda con Gilligan, e fece notare come molti eventi narrati nel corso della serie giungevano finalmente a una conclusione nell'episodio. Nel suo blog, George R. R. Martin, l'autore del ciclo di romanzi fantasy Cronache del ghiaccio e del fuoco (adattato nell'acclamata serie televisiva Il trono di spade), ha definito "spettacolari" sia l'intera serie sia l'episodio e descritto Walter White un "mostro peggiore rispetto a chiunque altro in Games of Thrones", aggiungendo anche: "devo fare qualcosa a proposito". Drusilla Moorhouse, collaboratrice online del sito web del The Today Show, rimarcò come "niente possa essere paragonato alla crudeltà di Walt" quando rivela a Jesse di aver visto morire la sua ragazza Jane senza aver fatto nulla per impedirlo, e descrisse l'episodio come emblematico della distruzione della famiglia White.
Nel 2016, Alan Sepinwall disse: «Se mi chiedete quale sia la migliore ora di sempre di una serie televisiva, vi dico Declino di Breaking Bad, senza pensarci due volte».
Su IMDb Declino ha un indice di gradimento di 10/10 basato su oltre 165,000 recensioni.
In occasione del suo 65º anniversario, TV Guide scelse Declino come "miglior episodio di una serie televisiva del XXI secolo".
Nel 2019, il sito web The Ringer ha posizionato Declino al primo posto nella classifica dei 62 episodi di Breaking Bad, indicando come possa essere considerato incontrovertibilmente "il vertice della serie.

### Ascolti
Alla sua prima trasmissione negli Stati Uniti e in Canada, l'episodio fu visto da 6.37 milioni di telespettatori, oltre un milione in più rispetto alla precedente puntata.

## Riconoscimenti
- 2014 – Premio Emmy
  - Miglior sceneggiatura per una serie drammatica a Moira Walley-Beckett per Declino (Ozymandias)[35]
  - Miglior attore protagonista in una serie drammatica a Bryan Cranston per Declino (Ozymandias)[36]
  - Miglior attrice non protagonista in una serie drammatica a Anna Gunn per Declino (Ozymandias)[37]